# Horbourg-Wihr
Horbourg-Wihr település Franciaországban, Haut-Rhin megyében. Lakosainak száma 6247 fő (2022. január 1.). Horbourg-Wihr Colmar, Bischwihr, Andolsheim, Sundhoffen és Porte-du-Ried községekkel határos.

## Népesség
A település népességének változása:
| Lakosok száma | 5377 | 5709 | 5948 | 5967 | 6101 | 6234 | 6244 | 6301 | 6247 |
|               | 2013 | 2015 | 2016 | 2017 | 2018 | 2019 | 2020 | 2021 | 2022 |